# Parafia św. Mikołaja w Zakrzówku
Parafia Świętego Mikołaja w Zakrzówku – parafia rzymskokatolicka w Zakrzówku, należąca do archidiecezji lubelskiej i Dekanatu Zakrzówek. Została erygowana w 1592. Położona jest przy ulicy Wójtowicza. Parafię prowadzą księża diecezjalni.